# Алборнето (Кунео)
Алборнето (итал. Albornetto) је насеље у Италији у округу Кунео, региону Пијемонт.
Према процени из 2011. у насељу је живело 5 становника. Насеље се налази на надморској висини од 1134 м.